# Rhachicolus cristatus
Rhachicolus cristatus är en skalbaggsart som beskrevs av Maria Helena M. Galileo 1987. Rhachicolus cristatus ingår i släktet Rhachicolus och familjen långhorningar.
Artens utbredningsområde är Venezuela. Inga underarter finns listade i Catalogue of Life.